# Frente de Estudiantes Libertarios
El Frente de Estudiantes Libertarios (FEL) fue una organización política estudiantil chilena que se definía de ideología comunista libertario, término que interpretaban originalmente como la integración entre anarquistas de izquierda y marxistas libertarios y personas de otras tendencias socialistas.
Esta organización estuvo presente principalmente en el ámbito universitario, existiendo una incipiente rama de estudiantes secundarios. 
Tuvo como antecedente fundacional un proceso, donde distintos grupos libertarios del país fueron confluyendo en su análisis y prácticas, para impulsar la construcción de una organización libertaria que contribuyera al fortalecimiento del movimiento estudiantil, así es como organizaciones de La Serena, Valparaíso, Santiago, Concepción y Temuco, durante el “encuentro nacional de estudiantes libertarios, de noviembre 22 de 2002”, realizado en Temuco, comienzan a “delinear las que serían las bases políticas de la nueva organización”, de esta forma se va arribando con acuerdos a un encuentro en la ciudad de Valparaíso, donde el 'Frente de Estudiantes Libertarios' fue fundado, un 21 de mayo de 2003, posteriormente, el año 2015, pasó a constituir el frente estudiantil de Izquierda Libertaria, un movimiento político-social que formó parte del Frente Amplio hasta el año 2019.

## Participación en elecciones universitarias

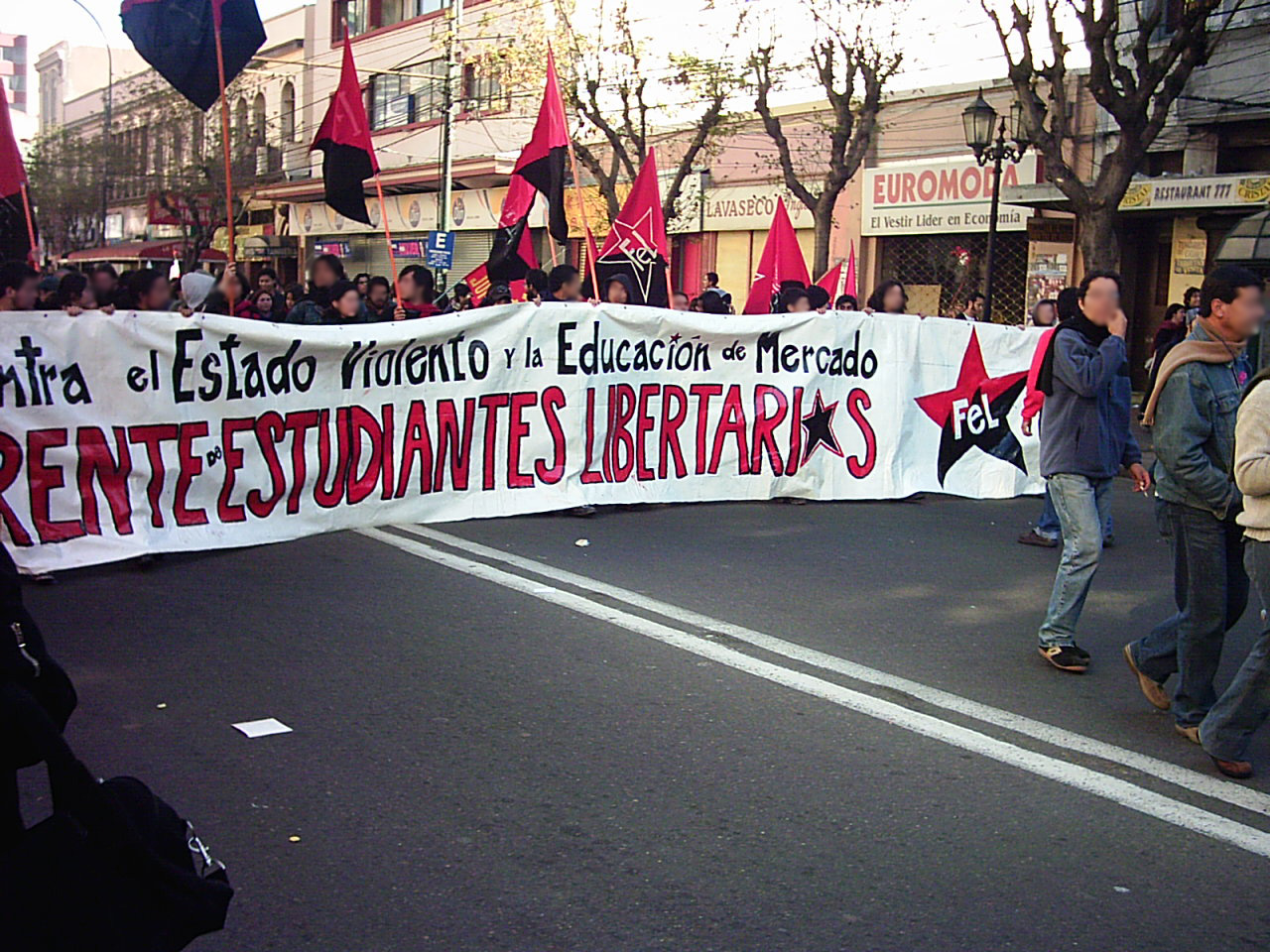
Militantes del FEL marchando en Valparaíso el 21 de mayo de 2005.

En el año 2003, 2004 y 2005 triunfan en las elecciones de la Federación de Estudiantes de la Universidad Católica de la Santísima Concepción. El año 2005 obtuvieron la Secretaría General de la Universidad de Concepción en una alianza de con otros sectores de izquierda, sumándose la Universidad Técnica Federico Santa María sede Talcahuano el año 2005 y 2006, contando ese primer año con dos de sus militantes en la vocería de la Confederación de Estudiantes de Chile (CONFECH), y cinco voceros en dicha instancia de organización estudiantil nacional, los cuales se negaron a apoyar la firma del acuerdo Confech-Mineduc de ese año.
Junto con la presencia universitaria también la hubo a nivel secundario destacándose las secciones de Arica, Valparaíso, Santiago y Concepción que hasta el año 2005 no poseían comunicación ni coordinación. No es sino hasta las movilizaciones estudiantiles chilenas de 2006 cuando el FEL-secundario pudo conformarse con plataforma propia no como apéndice de su par universitario. En paralelo, militantes del FEL-secundario de la región del Biobío conquistan posiciones en la Asamblea Nacional de Estudiantes Secundarios (ANES).
El año 2011 integraron la lista «Luchar, Construyamos universidad popular», junto a otras organizaciones de izquierda, como forma de acceder por primera vez a la Federación de Estudiantes de la Universidad de Chile (FECh) donde consiguió 1.816 votos, lo que les permitió integrar la mesa ejecutiva de la federación en el cargo de Secretario General, dicho cargo lo desempeñó Felipe Ramírez. Este resultado le permitió a los libertarios volver a dicha federación. En 2012, Luchar ganó la vicepresidencia de la FECh, integrando en la directiva a Fabián Araneda.
Durante el 2012 y 2013, el FEL ocupó plenamente, o integrando una decena de federaciones estudiantiles a lo largo del país, en momentos en los que se destacó el retroceso de los partidos políticos tradicionales en esos espacios de representación. En 2012, en la Universidad Austral de Chile, a través de la plataforma CREA, lograron la vicepresidencia con su dirigente estudiantil José Luis Morales militante del FEL. El 2013, el 2014 y el 2015, obtuvieron la presidencia de dicha Federación, el último año, en una lista compuesta además por la UNE y la IA.
Así mismo el 2012 también estuvo en la presidencia de la FEUAH, FEC Chillán, FEUNAP Iquique; y en la Secretaría General FECH y FEC, entre tras presencias en otros cargos en distintas federaciones estudiantiles a nivel nacional.
De forma inédita, y tras décadas de ausencia de un anarquista en la presidencia de la Fech, en las elecciones de 2013-2014, la lista "Luchar" obtuvo la presidencia de la FECh con la militante del FEL Melissa Sepúlveda, estudiante de Medicina de la Universidad de Chile. En las elecciones 2014-2015, su lista "Somos Fuerza" (compuesta por el FEL, la IA y la UNE), obtiene la primera mayoría en la FECh, integrando la IA presidencia y quedando el FEL relegado al cuarto lugar. Ese año además se produciría un quiebre en la organización producto de la renuncia de parte de sus militantes, entre ellos, Melissa Sepúlveda.

## Proyección internacional
FEL Chile tuvo contactos con varios grupos libertarios del continente, FAU, FARJ, OARS, etc. Desde los contactos directos  hasta el apoyo al movimiento anarco-comunista y plataformista, el FEL logró un amplio espectro de apoyo y solidaridad con otros grupos antiautoritarios, también motivó el nacimiento de otro frente estudiantil en Argentina, durando del 2011 al 2013.